# Championnats d'Europe féminins de cyclo-cross
Le championnat d'Europe de cyclo-cross féminin est le championnat d'Europe de cyclo-cross organisé annuellement par l'Union européenne de cyclisme pour les cyclistes féminines. Le championnat organisé depuis 2003, a lieu dans le cadre des championnats d'Europe de cyclo-cross.

## Palmarès
| Année | Or                   | Argent               | Bronze                   |
| ----- | -------------------- | -------------------- | ------------------------ |
| 2003  | Hanka Kupfernagel    | Marianne Vos         | Maryline Salvetat        |
| 2004  | Hanka Kupfernagel    | Maryline Salvetat    | Laurence Leboucher       |
| 2005  | Marianne Vos         | Daphny van den Brand | Hanka Kupfernagel        |
| 2006  | Daphny van den Brand | Hanka Kupfernagel    | Marianne Vos             |
| 2007  | Daphny van den Brand | Maryline Salvetat    | Christel Ferrier-Bruneau |
| 2008  | Hanka Kupfernagel    | Maryline Salvetat    | Kateřina Nash            |
| 2009  | Marianne Vos         | Daphny van den Brand | Helen Wyman              |
| 2010  | Daphny van den Brand | Sanne van Paassen    | Helen Wyman              |
| 2011  | Daphny van den Brand | Lucie Chainel        | Pauline Ferrand-Prévot   |
| 2012  | Helen Wyman          | Sanne van Paassen    | Nikki Harris             |
| 2013  | Helen Wyman          | Nikki Harris         | Lucie Chainel            |
| 2014  | Sanne Cant           | Pavla Havlíková      | Nikki Harris             |
| 2015  | Sanne Cant           | Jolien Verschueren   | Nikki Harris             |
| 2016  | Thalita de Jong      | Lucinda Brand        | Caroline Mani            |
| 2017  | Sanne Cant           | Lucinda Brand        | Alice Maria Arzuffi      |
| 2018  | Annemarie Worst      | Marianne Vos         | Denise Betsema           |
| 2019  | Yara Kastelijn       | Eva Lechner          | Annemarie Worst          |
| 2020  | Ceylin Alvarado      | Annemarie Worst      | Lucinda Brand            |
| 2021  | Lucinda Brand        | Blanka Vas           | Yara Kastelijn           |
| 2022  | Fem van Empel        | Ceylin Alvarado      | Blanka Vas               |
| 2023  | Fem van Empel        | Ceylin Alvarado      | Sara Casasola            |
| 2024  | Fem van Empel        | Ceylin Alvarado      | Lucinda Brand            |

## Tableau des médailles
| Pos.  | Pays            | Médaille d'or, Europe | Médaille d'argent, Europe | Médaille de bronze, Europe |    |
| ----- | --------------- | --------------------- | ------------------------- | -------------------------- | -- |
| 1     | Pays-Bas        | 14                    | 12                        | 6                          | 29 |
| 2     | Allemagne       | 3                     | 1                         | 1                          | 5  |
| 3     | Belgique        | 3                     | 1                         | 0                          | 4  |
| 4     | Grande-Bretagne | 2                     | 1                         | 5                          | 8  |
| 5     | France          | 0                     | 4                         | 6                          | 10 |
| 6     | Italie          | 0                     | 1                         | 2                          | 3  |
| 7     | Hongrie         | 0                     | 1                         | 1                          | 2  |
| 7     | Tchéquie        | 0                     | 1                         | 1                          | 2  |
| Total | Total           | 22                    | 22                        | 22                         | 66 |